# Sigrid Weigel

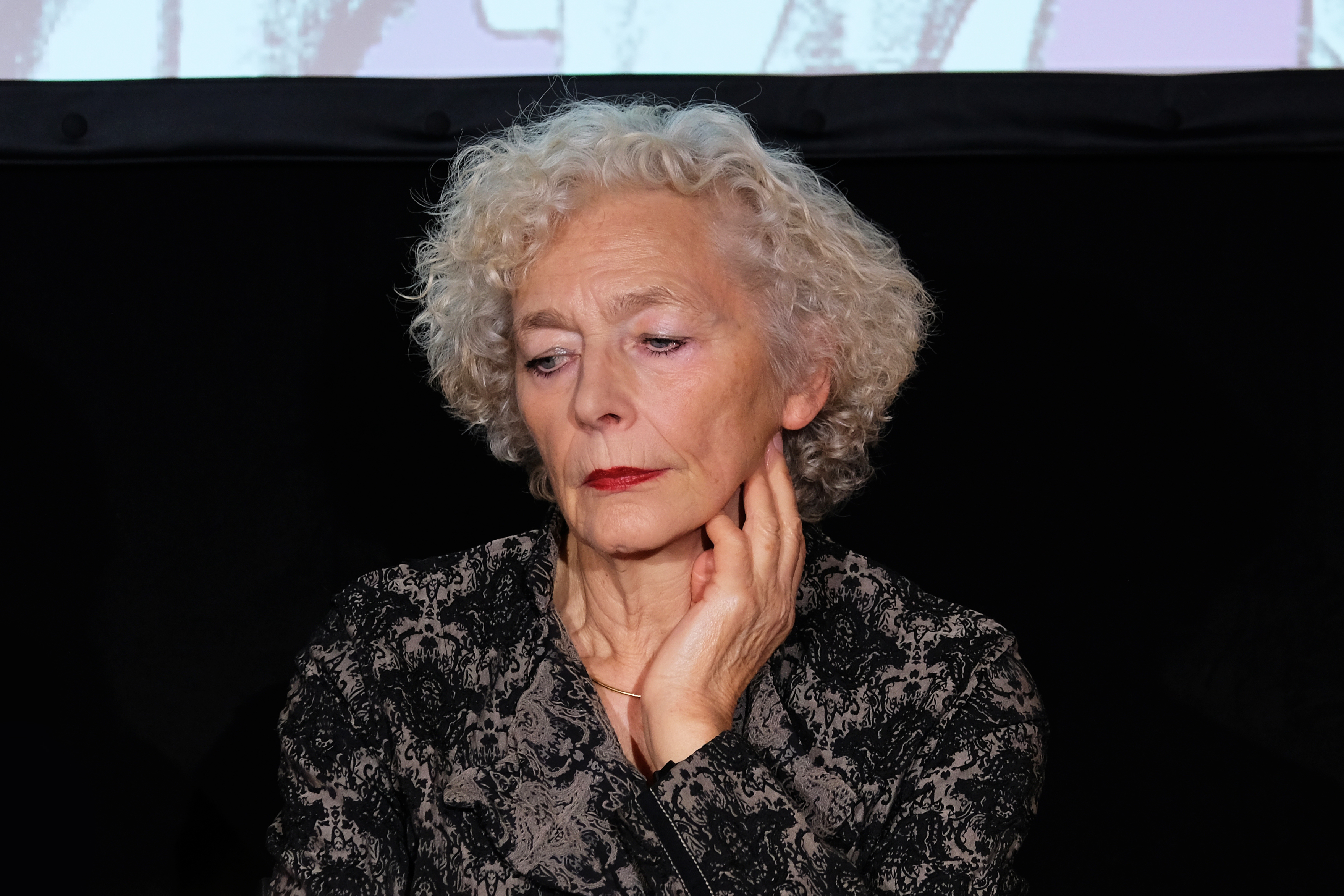
Sigrid Weigel (2023)

Sigrid Weigel (* 25. März 1950 in Hamburg) ist eine deutsche Literatur- und Kulturwissenschaftlerin.

## Leben und Wirken
Sigrid Weigel wurde 1977 mit einer Arbeit zur „Flugschriftenliteratur 1848 in Berlin“ am Literaturwissenschaftlichen Seminar der Universität Hamburg zum Dr. phil. promoviert, wo sie im Anschluss von 1978 bis 1982 als Dozentin tätig war. 1986 habilitierte sie sich am Fachbereich Neuere Deutsche Literatur und Kunstwissenschaft der Universität Marburg. 1984 wurde sie als Professorin an das Literaturwissenschaftliche Seminar der Universität Hamburg berufen, wo sie einen Schwerpunkt zur interkulturellen Literaturwissenschaft aufbaute und gemeinsam mit Inge Stephan eine Arbeitsstelle für Frauen in der Literaturwissenschaft gründete, deren internationale Tagungen in den 1980er Jahren zur Etablierung der Genderforschung an deutschen Universitäten beitrugen.
1990 wechselte Sigrid Weigel in den Vorstand des Kulturwissenschaftlichen Instituts Essen, wo sie eine interdisziplinäre Fellow-Gruppe zur Gedächtnisforschung betreute und eine Gruppe zu ‚Topographie der Geschlechter’ leitete: eine „Arbeitsgruppe von sieben brillanten Frauen“ (Aleida Assmann, Christina von Braun, Sigrid Schade, Renate Schlesier, Heide Schlüpmann, M. Wagner), die im Folgenden als Professorinnen entscheidend zur Etablierung der Kulturwissenschaften an deutschen Universitäten beitragen sollten.
1993 erhielt sie den Ruf auf eine Professur für Literaturwissenschaft am Deutschen Seminar der Universität Zürich, wo sie eine jährliche Poetikvorlesung initiierte, die 1996 mit Anne Duden begann; hier trug W. G. Sebald 1997 erstmals seine Vorlesung „Luftkrieg und Literatur“ vor. Während der Jahre, in denen sie als Präsidentin der ‚Kommission für interdisziplinäre Veranstaltungen an Universität und ETH’ fungierte, wurden deren Ringvorlesungen zu einem Zentrum der Debatten über die „Nazi-Gold-Affäre“ in der Schweiz.
1998 übernahm sie die Leitung des Einstein Forums Potsdam. Von 2005 bis 2016 war sie Permanent Visiting Professor am German Department der Princeton University.
1999 erhielt sie den Ruf als Direktorin des Zentrums für Literatur- und Kulturforschung Berlin (ZfL) und als Professorin an der Technischen Universität Berlin und fungierte bis zu ihrer Emeritierung 2015 zudem als Vorstandsvorsitzende der Geisteswissenschaftlichen Zentren Berlin. Das 1996 von Eberhard Lämmert gegründete ZfL entwickelte sich in dieser Zeit "zu einem profilierten, national und international sichtbaren Forschungszentrum [...] und zu einem maßgeblichen Ort in Deutschland einerseits für die theoretischen Auseinandersetzungen zwischen historisch-philologischen und kulturwissenschaftlichen Ansätzen in den Geisteswissenschaften sowie andererseits für eine interdisziplinäre Beschäftigung mit den Natur- und Technikwissenschaften", so der Wissenschaftsrat 2006, mit dessen positiver Evaluierung der erste Schritt zur Verstetigung der ursprünglich auf 12 Jahre gegründeten Einrichtung eingeleitet wurde. Das ZfL ist Beispiel für eine kreative Zusammenarbeit der Wissenskulturen aus Ost und West, da hier Wissenschaftler aus dem Zentralinstitut für Literaturgeschichte der ehemaligen Akademie der Wissenschaften der DDR mit Wissenschaftlern einer meist jüngeren Generation aus der alten BRD in Team- und Projektarbeit an einem zukunftsweisenden Forschungsprofil arbeiteten.

### Erste Kulturwissenschaft
Im Hinblick auf den ‚cultural turn’ in den Geisteswissenschaften der 1980/90er Jahre spricht Sigrid Weigel von der ‚ersten Kulturwissenschaft’; sie bezeichnet damit eine Konstellation der intellektuellen Geschichte um 1900, in der überwiegend jüdische deutschsprachige Autoren wie Sigmund Freud, Aby Warburg, Georg Simmel, Ernst Cassirer, Helmuth Plessner, Walter Benjamin ihre Fachgrenzen überschritten und ein Arbeiten an Übergängen praktizierten. Sie betrachtet diese Autoren als Außenseiter, deren Denkweise der Kehrseite der kolonialen und nationalistischen Vergangenheit Europas entstammt, und plädiert dafür, dieses epistemische Potenzial für die Gegenwart zu nutzen. Wesentliche Komponenten sind für sie eine Geschichtstheorie jenseits der Fortschrittsgeschichte, die Detailforschung sowie die Aufmerksamkeit für das Nachleben von Religion, Mythus, Ritual in der Moderne und für Korrespondenzen zwischen europäischen und nicht-europäischen Kulturen. Vorläufer zur ersten Kulturwissenschaft sieht sie in der Literatur, wie sie am Beispiel der Nähe von Freud und Warburg zu Heinrich Heine zeigt. In der Nachfolge der ersten Kulturwissenschaft stehen für sie und Autoren wie Gershom Scholem, Hannah Arendt, Stéphane Mosès und Susan Taubes. Der Nachlass dieser jüdischen Philosophin und Schriftstellerin, den Weigel bei den Erben ausfindig gemacht hat, wird von ihr betreut und herausgegeben. Ein Ziel der Direktorin des ZfL war es, das Archiv dieser Art Kulturwissenschaft durch Editionen zugänglich zu machen (u. a. Aby Warburgs Schriften in einem Band, Gershom Scholems Poetica).
Als Autorin hat Weigel eine Reihe neuer kulturwissenschaftlicher Themen profiliert, beispielsweise mit den Arbeiten zur Geschichte des Generations-Konzepts, zur Genea-Logik, zu Zeugnis/Zeugenschaft, zum Topographical Turn, zu Märtyrer-Porträts. Und die von ihr begründete Zeitschrift Trajekte des ZfL (zweimal jährlich von 2000 bis 2015) hatte mit der Skizzierung aktueller Forschungsthemen (WissensKünste, Archäologie als Methode und Metapher, Fälschung, Erbe/Vererbung, Ausdruck/Affekt, Überleben, Ost-West-Passagen, Archiv, Interdisziplinäre Begriffsgeschichte, Archive der Natur u. a.) eine Rolle als Seismograph und Impulsgeber der Kulturwissenschaften.

### Walter Benjamin
Eine besondere Stellung in Weigels Schriften nimmt Walter Benjamin ein, insbesondere mit Denkfiguren wie Lesbarkeit, historischer Index, Schauplatz/Topographie, Leib- und Bildraum und mit seiner erkenntnistheoretischen Schwellenkunde. Sein Denken sei „weder theologisch noch säkular“, sondern geprägt durch eine Doppelreferenz auf das biblische und profane Sprachregister. Gegen Giorgio Agamben gerichtet betont sie die Differenzen zwischen Benjamin und Carl Schmitt, indem sie deren Souveränitätstheorien aus der Perspektive der jeweiligen Gegenfiguren (Märtyrer und Partisan) liest und zeigt, dass die Nähe z. T. auf entstellenden Übersetzungen beruht, z. B. „ungeheure Fälle“ als „exceptional cases“. Ein weiterer Schwerpunkt ihrer Benjamin-Studien betrifft seine umfangreiche Beschäftigung mit Bildern, nicht nur Film und Fotografie, sondern auch Gemälden, die Weigel als Grundlage seiner bildlichen Epistemologie begreift. Und erstmals hat sie die in Benjamins Schriften verborgene Musiktheorie systematisch herausgearbeitet.

### Bildwissenschaft
2015 hat Weigel eine Bildtheorie vorgelegt, die von dem Satz „Es gilt die Spur vor dem Seienden zu denken“ aus Jacques Derridas Grammatologie ausgeht. Im Gegensatz zur Spur als Hinterlassenem befragt sie die Spuren, die dem Bild vorausgehen, und entwirft eine Theorie des An-Ikonischen. Im Zentrum steht die Frage, wie etwas, das selbst kein Bild ist oder auch visuell nicht zugänglich ist (Gefühle, Trauer, Ehre, Schande, Transzendenz, Denken), selbst zum Bild werden kann. Weil die Figur des Engels ein Bild von Transzendenz ist, deutet Weigel Darstellungen von Engeln in Philosophie, Kunst und Wissenschaft als Symptom der Bildfrage. In bildtheoretischer Hinsicht geht es um Konzepte wie indexikalisches Bild, Effigie, Kultbild. Andreas Beyer bewertet Weigels Grammatologie der Bilder als „integralste Bildtheorie, über die wir zur Zeit verfügen“, sie habe „alles was es braucht, ein Klassiker zu werden“. Auch Wolfgang Ulrich erkennt bei Weigels Bildtheorie das Potenzial zu einem Standardwerk der Bildwissenschaft; er betont die Klarheit der Gedankenführung und bezeichnet das Kapitel über die Karikatur als meisterhaft, er zeigt aber auch eine gewisse Reserviertheit gegenüber ihrer Bezugnahme auf die Religion.

### Zusammenarbeit von Kultur- und Naturwissenschaften
„Die Grenze zwischen dem Körper, der empirischen Methoden zugänglich ist, und der Sprache im weitesten Sinne (einschließlich der Gebärden, Gefühle, Bilder, Musik etc.), die auf Entzifferung und Verstehen angewiesen ist, ist eine heiße Zone der Forschung: umkämpftes Gebiet und chancenreiches Feld interdisziplinärer Forschung zugleich. Hier herrscht bisher nur kleiner Grenzverkehr“, schrieb Weigel in einem Artikel, der 2007 (Jahr der Geisteswissenschaften) mit dem Titel Für den großen Grenzverkehr in der Financial Times Deutschland erschien. Sie bezieht sich dabei auf eigene Kooperationen mit Kollegen aus der Biologie, Medizin, Neurowissenschaften und klinischen Psychoanalyse in Forschungsprojekten – so zum Beispiel zum Verhältnis von biologischen, ökonomischen und sozialen Aspekten der Vererbung, zum Wechselverhältnis von Sigmund Freud und Neurowissenschaften, zur Empathie in Philosophiegeschichte und aktueller Laborforschung. Aufgrund der Sprachbarriere zwischen den Zwei Kulturen und der Missverständnisse, die aus unterschiedlichen Bedeutungen derselben Begriffe erwachsen, diagnostiziert Weigel den Mangel einer Begriffsgeschichte naturwissenschaftlicher Terminologie und hat am ZfL die Erforschung interdisziplinärer Begriffe initiiert.
In den letzten Jahren konzentriert sich ihre Arbeit auf Gesicht, Kopf und Mimik. Sie untersucht, welche Auswirkungen es für diese drei Themenfelder geben könnte, wenn sie vor dem Hintergrund ihrer Wissens- und Bildgeschichte zunehmend zum Objekt von Laborforschung, Chirurgie und Digitalisierung werden. Die von ihr konzipierte Ausstellung zum Gesicht im Deutschen Hygiene-Museum war 2017 ein Publikumserfolg.

### Transnationale Kulturpolitik
2019 hat eine vom Institut für Auslandsbeziehungen in Auftrag gegebene Studie von Weigel zur Transnationalen Auswärtigen Kulturpolitik – Jenseits der Nationalkultur eine öffentliche Debatte ausgelöst. Weigel diagnostiziert ein Glaubwürdigkeitsproblem der auswärtigen Kulturpolitik, weil deren Ziele, wie die Unterstützung der Menschenrechte oder eine verantwortliche und nachhaltige Gestaltung der Globalisierung, von der deutschen Innenpolitik immer weniger gedeckt werden, und plädiert dafür, die auswärtige Kulturpolitik politisch aufzuwerten und deren Wissen über andere Kulturen und den interkulturellen Austausch auch im Innern, bei der Integrationspolitik etwa, besser zu nutzen. Zur Frage der Nation diskutiert sie die Gefährdung der vorrechtlichen Gemeinsamkeit als Grundlage unserer Verfassung und warnt, wie schon in früheren Debatten, vor der Renaissance der Idee der Kulturnation, da diese einem xenophoben nationalistischen Diskurs entstammt, der an der ideologischen Vorbereitung des Ersten Weltkriegs beteiligt war.

## Ehrungen
- 1999: Wissenschaftspreis der Aby-Warburg-Stiftung
- seit 2000: Honorary Member der Modern Language Association (MLA)
- 2007: Ehrendoktorwürde der Katholischen Universität Leuven[22]
- seit 2007: Mitglied der Academia Europaea
- seit 2009: Ehren-Präsidentin der International Walter Benjamin Society
- 2015: Ehrendoktorwürde der Universidad Nacional de General San Martín in Buenos Aires
- 2015: Ehrendoktorwürde der Staatlichen Ilia-Universität Tbilisi
- 2016: Aby-Warburg-Preis der Stadt Hamburg[23]
- 2023: Ehrendoktorwürde der Philosophisch-Historischen Fakultät der Universität Basel[24]

## Veröffentlichungen

### Autorin
- Flugschriftenliteratur 1848 in Berlin. Geschichte und Öffentlichkeit einer volkstümlichen Gattung. Metzler, Stuttgart 1979, ISBN 3-476-00393-0 (Kurzfassung von: Hamburg, Universität, Dissertation, 1977: Flugschriften achtzehnhundertachtundvierzig in Berlin.).
- „Und selbst im Kerker frei …!“ Schreiben im Gefängnis. Zur Theorie und Gattungsgeschichte der Gefängnisliteratur (1750–1933). Guttandin & Hoppe, Marburg (Lahn) 1982, ISBN 3-922140-14-9.
- Die verborgene Frau. Sechs Beiträge zu einer feministischen Literaturwissenschaft. (Zus. mit Inge Stephan.) Argument, Berlin 1983.
- Die Stimme der Medusa. Schreibweisen in der Gegenwartsliteratur von Frauen. Tende, Dülmen-Hiddingsel 1987, ISBN 3-88633-101-6.
- Neun Autorinnenporträts – Von Aichinger bis Zürn. (Zus. mit Inge Stephan, Regula Venske.) Fischer-Taschenbuch-Verlag, Frankfurt am Main 1986; Neuauflage 2017.
- Topographien der Geschlechter. Kulturgeschichtliche Studien zur Literatur. (= Rowohlts Enzyklopädie 514) Rowohlt Taschenbuch-Verlag, Reinbek bei Hamburg 1990, ISBN 3-499-55514-X.
- Bilder des kulturellen Gedächtnisses. Beiträge zur Gegenwartsliteratur. Tende, Dülmen-Hiddingsel 1994, ISBN 3-88633-155-5.
- Body- and Image Space. Re-Reading Walter Benjamin. Routledge, London u. a. 1996, ISBN 0-415-10955-8.
  - Spanische Ausgabe: Cuerpo, imagen y espacio en Walter Benjamin. Una relectura. (= Género y cultura 4) Paidós, Buenos Aires u. a. 1999, ISBN 950-12-3804-0.
- Entstellte Ähnlichkeit. Walter Benjamins theoretische Schreibweise. (= Fischer 12964) Fischer-Taschenbuch-Verlag, Frankfurt am Main 1997, ISBN 3-596-12964-8.
- Ingeborg Bachmann. Hinterlassenschaften unter Wahrung des Briefgeheimnisses. Zsolnay, Wien 1999, ISBN 3-552-04927-4.
- Literatur als Voraussetzung der Kulturgeschichte. Schauplätze von Shakespeare bis Benjamin. Fink, München 2004, ISBN 3-7705-3705-X.
- Genea-Logik. Generation, Tradition und Evolution zwischen Kultur- und Naturwissenschaften. Fink, München 2006, ISBN 3-7705-4173-1.
- Die „innere Spannung im alphanumerischen Code“ (Flusser). Buchstabe und Zahl in grammatologischer und wissenschaftsgeschichtlicher Perspektive. Walter König, Köln 2006.
- Walter Benjamin. Die Kreatur, das Heilige, die Bilder. (= Fischer 18018) Fischer-Taschenbuch-Verlag, Frankfurt am Main 2008, ISBN 978-3-596-18018-9.
  - Englische Ausgabe: Walter Benjamin. Images, the Creaturely, and the Holy. Translation Chadwick Truscott Smith. Stanford University Press, Stanford CA 2013.
  - Italienische Ausgabe: Walter Benjamin. La creatura, il sacro, le immagini. Traduzione di Maria Teresa Costa. Quodlibet, Macerata 2014.
  - Französische Ausgabe: Walter Benjamin. La créature, le sacre, les images. Traduction de Marianne Dautrey. Edition Mimésis, Paris (i.Dr.)
- Grammatologie der Bilder. (= Suhrkamp-Taschenbuch Wissenschaft 1889) Suhrkamp, Berlin 2015, ISBN 978-3-518-29489-5.
  - Englische Ausgabe: Grammatology of Images. Translation Chadwick Truscott Smith. Fordham University Press, New York City, NY (i.Dr.)
- SchädelBasisWissen. Kultur und Geschichte der chirurgischen Korrektur der Schädelform. (Zus. mit Ernst-Johannes Haberl, Birgit Griesecke, Uta Kornmeier, Simon Strick.) Kulturverlag Kadmos, Berlin 2017, ISBN 978-3-86599-361-8.
- Transnationale Auswärtige Kulturpolitik – Jenseits der Nationalkultur. Voraussetzungen und Perspektiven der Verschränkung von Innen und Außen. (pdf). Mitarbeit: Zaal Andronikashvili, Christian Schön. Herausgeber: Institut für Auslandsbeziehungen e. V. (ifa), Stuttgart 2019, ISBN 978-3-921970-06-5. 
  - Englische Ausgabe: Transnational Foreign Policy – Beyond National Culture. Prerequisites and Perspectives of the Intersection of Domestic and Foreign Policy. (pdf) ifa Edition Culture and Foreign Policy, Stuttgart 2019

### Editionen
- Aby Warburg: Schriften in einem Band. Hgg. zus. mit Martin Treml und Perdita Ladwig (Berlin: Suhrkamp 2010)
- Stéphane Mosès: Momentaufnahmen. = Instantanés. Deutsch und französisch. Mit Übersetzungen aus dem Französischen von Dirk Naguschewski und Clemens Härle (Berlin: Suhrkamp 2010)
- Gershom Scholem: Poetica. Schriften zur Literatur, Übersetzungen, Gedichte. Hgg. zus. mit Herbert Kopp-Oberstebrink, Hannah Markus, Martin Treml (Berlin: Suhrkamp 2019)
- Susan Taubes: Schriften. 3 (in 4) Bände. Fink, München u. a. 2011–2015;
  - Band 1, 1: Die Korrespondenz mit Jacob Taubes 1950–1951. Herausgegeben und kommentiert von Christina Pareigis. 2011, ISBN 978-3-7705-5181-1;
  - Band 1, 2: Die Korrespondenz mit Jacob Taubes 1952. Herausgegeben und kommentiert von Christina Pareigis. 2014, ISBN 978-3-7705-5597-0;
  - Band 2: Philosophische Schriften. Herausgegeben von Thomas Macho und Johannes Steizinger. 2015, ISBN 978-3-7705-5731-8;
  - Band 3: Prosaschriften. Herausgegeben und kommentiert von Christina Pareigis. 2015, ISBN 978-3-7705-5900-8.

### Herausgeberin
- Trajekte. Zeitschrift des Zentrums für Literatur- und Kulturforschung (H. 1 – H. 30, 2000–2015)
- Ingeborg Bachmann. Sonderband der Zeitschrift Text und Kritik (München 1984)
- Leib- und Bildraum. Lektüren nach Benjamin (= Literatur, Kultur, Geschlecht. Kleine Reihe. Bd. 1). Böhlau, Köln u. a. 1992, ISBN 3-412-06891-8.
- Flaschenpost und Postkarte. Korrespondenzen zwischen Kritischer Theorie und Poststrukturalismus (= Literatur, Kultur, Geschlecht. Kleine Reihe. Bd. 5). Böhlau, Köln u. a. 1995, ISBN 3-412-07593-0.
- Genealogie und Genetik. Schnittstellen zwischen Biologie und Kulturgeschichte. Akademie-Verlag, Berlin 2002, ISBN 3-05-003572-2.
- Märtyrer-Porträts. Von Opfertod, Blutzeugen und heiligen Kriegern. Fink, Paderborn u. a. 2007, ISBN 978-3-7705-4553-7.
- Heine und Freud. Die Enden der Literatur und die Anfänge der Kulturwissenschaft (= LiteraturForschung. 7). Kulturverlag Kadmos, Berlin 2010, ISBN 978-3-86599-067-9.
- Gesichter. Kulturgeschichtliche Szenen aus der Arbeit am Bildnis des Menschen. Fink, Paderborn 2013, ISBN 978-3-7705-5344-0.
- Das Gesicht. Bilder, Medien, Formate. Hgg. für das Deutsche Hygiene-Museum Dresden (Göttingen: Wallstein 2017)

### Mitherausgeberin
- mit Vanessa Lux: Empathy. A neurobiologically based capacity and its cultural and conceptual history. (Basingstoke: Palgrave Macmillan 2017).
- mit Sybille Krämer: Testimony/ Bearing Witness. Epistemology, Ethics, History and Culture (Rowman & Littlefield 2017)
- mit Gerhard Scharbert: A Neuro-Psychoanalytical Dialogue for Bridging Freud and the Neurosciences. Luxemburg 2016.
- mit Zaal Andronikashvili: Grundordnungen. Geographie, Religion und Gesetz. (= LiteraturForschung. 14). Kulturverlag Kadmos Berlin 2013, ISBN 978-3-86599-152-2.
- mit Stefan Willer, Bernhard Jussen: Erbe. Übertragungskonzepte zwischen Natur und Kultur (Berlin: Suhrkamp 2013)
- mit Eckart Goebel: „Escape to Life“. German Intellectuals in New York. A Compendium on Exile after 1933. de Gruyter, Berlin u. a. 2012, ISBN 978-3-11-025867-7.
- mit Sabine Flach: WissensKünste. Das Wissen der Künste und die Kunst des Wissens. = The knowledge of the arts and the art of knowledge. VDG, Weimar 2011, ISBN 978-3-89739-439-1.
- mit Martin Treml und Perdita Ludwig: Aby Warburg: Werke in einem Band. Auf der Grundlage der Manuskripte und Handexemplare. Suhrkamp, Berlin 2010, ISBN 978-3-518-58531-3.
- mit Daniel Weidner: Benjamin-Studien. Band 1–3. Fink, München u. a. 2008–2014, ISBN 978-3-7705-4637-4 (Bd. 1), ISBN 978-3-7705-5071-5 (Bd. 2), ISBN 978-3-7705-5782-0 (Bd. 3).
- mit Bernhard J. Dotzler: „fülle der combination“. Literaturforschung und Wissenschaftsgeschichte. Fink, Paderborn u. a. 2005, ISBN 3-7705-4077-8.
- mit Ohad Parnes, Ulrike Vedder und Stefan Willer: Generation. Zur Genealogie des Konzepts – Konzepte von Genealogie. Fink, München 2005, ISBN 3-7705-4082-4.
- mit Thomas Macho und Wolfgang Schäffner: „Der liebe Gott steckt im Detail“. Mikrostrukturen des Wissens. Fink, München 2003, ISBN 3-7705-3704-1.
- mit Friedrich Kittler und Wolfgang Schäffner: Zwischen Rauschen und Offenbarung. Zur Kultur- und Mediengeschichte der Stimme. Akademie-Verlag, Berlin 2002, ISBN 3-05-003571-4.
- mit Jakob Tanner: Gedächtnis, Geld und Gesetz. Vom Umgang mit der Vergangenheit des Zweiten Weltkrieges (= Zürcher Hochschulforum. 29). vdf – Hochschul-Verlag an der ETH, Zürich 2002, ISBN 3-7281-2658-6.
- mit Stéphane Mosès: Gershom Scholem. Literatur und Rhetorik (= Literatur, Kultur, Geschlecht. Kleine Reihe. Bd. 15). Böhlau, Köln u. a. 2000, ISBN 3-412-04599-3.
- mit Gerhard Neumann: Lesbarkeit der Kultur. Literaturwissenschaft zwischen Kulturtechnik und Ethnographie. Fink, München 2000, ISBN 3-7705-3465-4.
- mit Elisabeth Bronfen und Birgit R. Erdle: Trauma. Zwischen Psychoanalyse und kulturellem Deutungsmuster (= Literatur, Kultur, Geschlecht. Kleine Reihe. Bd. 14). Böhlau, Köln u. a. 1999, ISBN 3-412-14398-7.
- mit Bernhard Böschenstein: Ingeborg Bachmann und Paul Celan. Poetische Korrespondenzen. Vierzehn Beiträge. Suhrkamp, Frankfurt am Main 1997, ISBN 3-518-40853-4 (Taschenbuch-Ausgabe: (= Suhrkamp-Taschenbuch. 3127). Suhrkamp, Frankfurt am Main 2000, ISBN 3-518-39627-7).
- mit Birgit R. Erdle: 50 Jahre danach. Zur Nachgeschichte des Nationalsozialismus (= Zürcher Hochschulforum. 23). vdf – Hochschul-Verlag an der ETH, Zürich 1996, ISBN 3-7281-2169-X.
- mit Thomas Koebner: Nachmärz. Der Ursprung der ästhetischen Moderne aus einer nachrevolutionären Situation. Westdeutscher Verlag, Opladen 1996, ISBN 3-531-12413-7.
- mit Birgit R. Erdle: Mimesis, Bild und Schrift. Ähnlichkeit und Entstellung im Verhältnis der Künste (= Literatur, Kultur, Geschlecht. Kleine Reihe. Bd. 7). Böhlau, Köln u. a. 1996, ISBN 3-412-14395-2.
- mit Corina Caduff: Das Geschlecht der Künste (= Literatur, Kultur, Geschlecht. Kleine Reihe. Bd. 8). Böhlau, Köln u. a. 1996, ISBN 3-412-07693-7.
- mit Sigrid Schade und Monika Wagner: Allegorien und Geschlechterdifferenz (= Literatur, Kultur, Geschlecht. Große Reihe. Bd. 3). Böhlau, Köln u. a. 1994, ISBN 3-412-02693-X.
- mit Inge Stephan und Sabine Schilling: Jüdische Kultur und Weiblichkeit in der Moderne (= Literatur, Kultur, Geschlecht. Große Reihe. Bd. 2). Böhlau, Köln u. a. 1994, ISBN 3-412-00492-8.
- mit Klaus Briegleb: Gegenwartsliteratur seit 1968 (= Hansers Sozialgeschichte der deutschen Literatur vom 16. Jahrhundert bis zur Gegenwart. Bd. 12.) Hanser, München u. a. 1992, ISBN 3-446-12787-9.
- mit Inge Stephan, Kerstin Wilhelms: “Wen kümmert's wer spricht”. Zur Literatur und Kulturgeschichte von Frauen aus Ost und West (Köln: Böhlau 1991)
- mit Inge Stephan: Die Marseillaise der Weiber. Frauen, die Französische Revolution und ihre Rezeption (Hamburg: Argument 1990)
- mit Annegret Pelz u. a.: Frauen – Literatur – Politik. Dokumentation der Tagung in Hamburg vom Mai 1986 (Hamburg: Argument 1988)
- mit Inge Stephan: Weiblichkeit und Avantgarde (Hamburg: Argument 1987)
- mit Renate Berger u. a.: Frauen – Weiblichkeit – Schrift. Dokumentation der Tagung in Bielefeld vom Juni 1984 (Berlin: Argument 1985)
- mit Inge Stephan: Feministische Literaturwissenschaft. Dokumentation der Tagung in Hamburg vom Mai 1983 (Berlin: Argument 1984)
- mit Ruth-Esther Geiger: Sind das noch Damen? Vom gelehrten Frauenzimmer-Journal zum feministischen Journalismus (München: Kunstmann 1981)

## Festschriften für Sigrid Weigel
- Von Kopf bis Fuß. Bausteine zu einer Kulturgeschichte der Kleidung. Hrsg. v. Christine Kutschbach, Falko Schmieder. Berlin 2015.
- Passionen. Objekte – Schauplätze – Denkstile. Festschrift für Sigrid Weigel. Hrsg. v. Corinna Caduff/Anne-Kathrin Reulecke/Ulrike Vedder. München 2010.
- "Also singen wir". 60 Beiträge zur Kulturgeschichte der Musik. Festschrift für Sigrid Weigel. Trajekte Sonderheft (2010). Hrsg. v. Dirk Naguschewski und Stefan Willer.